# Kieran Trippier
Kieran John Trippier, född 19 september 1990 i Bury i Greater Manchester, är en engelsk fotbollsspelare (högerback) som spelar för Newcastle United.
Trippier inledde sin karriär i Manchester Citys ungdomsverksamhet, men lyckades inte ta en plats i klubbens A-lag. I februari 2010 lånades han ut till Championshiplaget Barnsley för en månadslång utlåning. Han återvände till Barnsley i augusti 2010 för ett sexmånaders lån som senare förlängdes till slutet av säsongen. I juli 2011 undertecknade han ett säsongslångt lån för Championshiplaget Burnley, en övergång som sedan gjordes permanent i januari 2012. Trippier togs ut i Championship PFA Team of the Year för två säsonger i rad: 2012/13 och 2013/14. År 2014 säkrade han ett Premier League-avancemang med Burnley som slutade tvåa i Championship. Trippier har även representerat England på alla nivåer från under-18 till under-21 och var med i 2009 års U19-EM och U20-VM.

## Klubbkarriär

### Manchester City
Trippier anslöt till Manchester Citys akademi vid nio års ålder och skrev sitt första proffskontrakt med klubben under 2008. Säsongen 2007/08 blev han ordinarie i reservlaget och var även lagkapten för laget som vann FA Youth Cup. I augusti 2009 spelade han i en vänskapsmatch mot FC Barcelona på Camp Nou. Han anslöt till A-laget för en försäsongsturné i USA under sommaren 2010.

### Barnsley
I februari 2010 gick han till Football League Championshiplaget Barnsley genom ett månadslångt lån. Han gjorde tre framträdanden under lånesejouren, där debuten kom i en 2–1-förlust mot Middlesbrough. Hans lån blev förkortat efter att han ha drabbats av en skada mot Scunthorpe United som höll honom borta från spel i tio dagar. I augusti 2010 lånades han åter igen ut till Barnsley, denna gång med ett sexmånaders-lån. Han gjorde sin andra debut för klubben i en hemmaförlust med 1–0 mot Rochdale i Engelska Ligacupen.
I januari 2011 enades Trippier om att lånas ut till Barnsley för resten av säsongen 2010/11. Han gjorde sitt första mål i seniorfotboll för Barnsley i en 3–3-match mot Leeds United, genom en frispark på Elland Road i februari 2011. Hans andra mål kom mot lokalrivalen Doncaster Rovers genom en spektakulär frispark och fick då till en sen kvittering för hemmalaget på Oakwell. Han fortsatte med att göra totalt 41 framträdanden och blev utsedd till Young Player of the Year.

### Burnley
I juli 2011 anslöt Trippier till Burnley på ett säsongslångt lån som en ersättare för Tyrone Mears. Han debuterade för "the Clarets" i augusti 2011, en match som slutade 2–2 hemma mot Watford. Hans första mål för klubben kom i september 2011, åter igen genom en långdistansfrispark mot Milton Keynes Dons i Ligacupen. Hans första ligamål kom i december 2011 och blev det enda och avgörande målet mot Brighton & Hove Albion på Falmer Stadium. I december 2011, efter att ha imponerat under sitt lån, blev Trippier nominerad till utmärkelsen Championship Player of the Month. Den 2 januari 2012 fick han sitt första röda kort i seniorfotboll efter att ha fått två gula kort i en 2–1-förlust mot Leeds United. En dag senare undertecknade Trippier en permanent övergång till Burnley med ett kontrakt som sträckte sig över ett tre och ett halvt år. I januari 2012 gjorde han sitt andra mål för klubben genom ett distansskott i en 2–0-vinst borta mot Middlesbrough. Han spelade i alla 46 ligamatcher under sin första säsong i klubben som slutade i mitten av tabellen och Trippier blev utsedd till årets spelare i Burnley.
Trippier fortsatte att imponera under sin andra säsong i klubben och togs ut i årets lag i Championship för 2012/13. I augusti 2013 gjorde han ett frisparksmål i en 2–0-vinst mot Preston North End i Ligacupen. I januari 2014 avgjorde han mot Huddersfield Town genom att göra 3–2 sent i matchen. Han togs återigen ut i Championship PFA Team of the Year för andra säsongen i rad efter att Burnley slutat tvåa och avancerade till Premier League. I maj 2014 undertecknade han ett nytt treårskontrakt fram till 2017 efter redovisat intresse från Arsenal.

### Tottenham Hotspur
Trippier undertecknade ett femårskontrakt för Premier League-laget Tottenham Hotspur den 19 juni 2015 och blev då klubbens andra nyförvärv för sommaren. Den 6 februari 2016 gjorde han sitt första mål för Tottenham, ett mål som visade sig vara det matchvinnande målet i en 1–0-seger över Watford. Trots rykten om en flytt till Southampton, bekräftade Trippier att han trivdes och inte hade några tankar på att lämna klubben. Trippier gjorde sin Uefa Champions League-debut i en gruppspelsmatch mot CSKA Moskva den 27 september 2016.
Den 30 juni 2017 kom Trippier överens om ett nytt femårskontrakt fram till 2022. Högerbackskollegan Kyle Walker flyttade till Manchester City under sommaren 2017 och Trippier blev då regelbunden i Spurs startelva under säsongen 2017/18, även om han missade inledningen på säsongen på grund av en skada. Tottenham värvade dock Serge Aurier i september, vilket innebar att Tripper och Aurier regelbundet roterades på högerbacksplatsen.

### Atlético Madrid
Den 17 juli 2019 värvades Trippier av spanska Atlético Madrid, där han skrev på ett treårskontrakt.

### Newcastle United
Den 7 januari 2022 värvades Trippier av Newcastle United, där han skrev på ett 2,5-årskontrakt. Den 27 januari 2023 förlängdes hans kontrakt till sommaren 2025.